# Melanie Martinez
Melanie Adele Martinez, född 28 april 1995, är en amerikansk sångerska, låtskrivare, skådespelerska, regissör, fotograf och manusförfattare. Martinez föddes i Astoria, Queens, och växte upp i Baldwin, New York, hon blev känd 2012 efter sin medverkan i det amerikanska Tv-programmet The Voice. Hon debuterade med "Dollhouse".
Martinez släppte sitt debutalbum Cry Baby, 2015. Hon har gjort 2 EP´s, Dollhouse och Afterschool, och tre album, Crybaby, K-12 och PORTALS. K-12 är även en film.